# 诺基亚3250
诺基亚3250为诺基亚于2006年4月所推出的S60智能手机。特色为底部可以旋转。
这款手机首先上市的是以黑色为主色调的版本，后来随着诺基亚 5200 XpressMusic与诺基亚 5300 XpressMusic的上市，新增加了以白色为主色调的版本。一年之后上市的诺基亚 5700 XpressMusic继承了这款机底部可以旋转的特性。